# Dietmar Wuttke
Dietmar Wuttke (* 2. August 1978 in Cottbus) ist ein deutscher Fußballtrainer und ehemaliger Fußballspieler. Seit 2014 trainiert er den baden-württembergischen Kreisligisten TSV Betzingen, dessen Spieler er bis 2014 war.

## Karriere
Wuttke spielte im Seniorenbereich erstmals von 1997 bis 2000 für den FC Energie Cottbus und bestritt in dieser Zeit 14 Punktspiele in der 2. Bundesliga. Sein Debüt (zugleich sein einziges Spiel in der Saison 1997/98) gab er am 7. Juni 1998 (34. Spieltag) beim 3:3-Unentschieden im Auswärtsspiel gegen den 1. FC Nürnberg mit Einwechslung für Toralf Konetzke in der 70. Minute. Sein einziges Zweitligator erzielte er in der Folgesaison am 18. Oktober 1998 (10. Spieltag) beim 2:2-Unentschieden im Auswärtsspiel gegen den SSV Ulm 1846 mit dem Treffer zum 2:1 in der 52. Minute. In seiner letzten Saison kam er lediglich in drei Zweitligabegegnungen zum Einsatz, bevor er zur Saison 2000/01 vom FC Bayern München für deren zweite Mannschaft verpflichtet wurde. In zwei Spielzeiten bestritt er 35 Punktspiele in der drittklassigen Regionalliga Süd und erzielte zwei Tore. Anschließend wechselte er zum Ligakonkurrenten 1. FC Schweinfurt 05, für den er in der Saison 2002/03 20 Punktspiele bestritt.
Von 2003 bis 2005 spielte er für den baden-württembergischen Oberligisten SSV Reutlingen 05 22 Ligaspiele, in denen er fünf Tore erzielte. Nach Ablauf der Saison pausierte er sechs Jahre lang, ehe er eine Saison lang in der Fußballabteilung der TSG Reutlingen als Spielertrainer und zwei Spielzeiten als Spieler für den TSV Betzingen tätig war.  Nach fünf Jahren für den Klub einigten sich beide Seiten zum Sommer 2017 auf ein Ende der Zusammenarbeit, die mit dem zwischenzeitlichen Aufstieg des Klubs in die Kreisliga A durchaus Erfolge vorweisen konnte.